# Wappen Danzigs

Staatswappen der Freien Stadt Danzig

Das Wappen Danzigs hat eine lange Geschichte und ist in ähnlicher Form seit mindestens 1410 Wappen der Stadt Danzig. Der polnische König Kasimir IV. hatte der Stadt am 25. Mai 1457 das Recht verliehen, ihr bis dahin aus zwei weißen Kreuzen bestehendes Wappen durch das Hinzufügen einer goldenen Krone über den Kreuzen zu ändern. Das Wappen weist große Ähnlichkeit zur Flagge Danzigs auf, aber auch zu jenem des Fürstentums Ratzeburg. Als Danzig 1920 unter dem Namen Freie Stadt Danzig zu einem eigenständigen Staat wurde, wurde das Wappen im Artikel 2 der Verfassung (17. November 1920, zuletzt geändert durch Gesetz vom 4. Juli 1930) beschrieben. Das Staatswappen zeigte im roten Schilde zwei übereinanderstehende silberne Kreuze, über denen eine goldene Krone schwebt. In ähnlicher Form, aber anderen Farben, wurde es auch für Briefmarken verwendet.

Postkarte um 1922

Es wurden sowohl Tatzenkreuze als auch Gemeine Kreuze verwendet.